# KV5

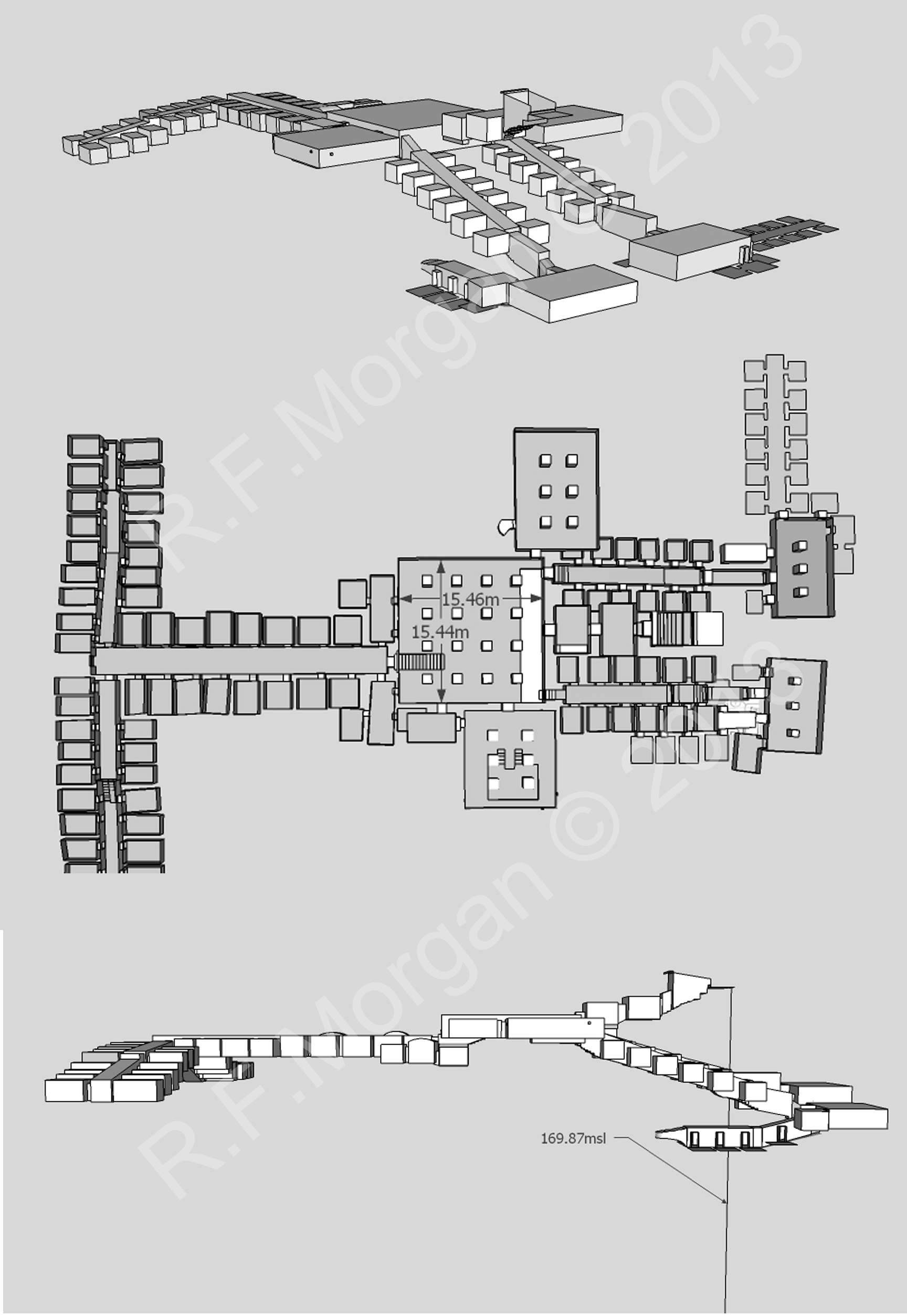
Esquema de KV5.

KV5 es la denominación moderna de la tumba de los hijos de Ramsés II. Situada en el este del Valle de los Reyes, su enorme tamaño hace de ella uno de los descubrimientos más asombrosos en el Valle de los Reyes desde el descubrimiento de la tumba de Tutankamon.
Excavada cerca de la entrada al Valle, y ubicada en la proximidad de la KV7, la tumba del propio Ramsés II, fue saqueada en la antigüedad y sufrió a lo largo de los siglos las periódicas riadas que la llenaron de escombros arrastrados por las inundaciones. Fue descubierta y examinada por James Burton en 1825 y por Howard Carter en 1902. Sin embargo, como no pudieron adentrarse más allá de las primeras salas, no vieron nada excepcional en ella. No fue hasta que Kent R. Weeks del Theban Mapping Project comenzó a desescombrarla a partir de 1987 que se empezó a intuir su magnitud y en 1995, después de terminar de limpiar los primeros compartimentos, se confirmó cuando descubrieron los pasillos bajo la roca, con setenta cámaras alineadas. El descubrimiento causó sensación a nivel internacional y reavivó el interés por la egiptología.
Ramsés II tuvo una descendencia numerosa y una longevidad impresionante para la época. Enterró pues a muchos de sus hijos en esta tumba que les era dedicada. Repetidas veces la tumba debió ser ampliada para añadir nuevas salas.

## Descripción
La KV 5 es la mayor tumba del Valle de los Reyes. Fue originalmente una tumba de noble de la dinastía XVIII, más tarde reutilizada y ampliada en varias ocasiones por Ramsés II para enterrar a muchos de sus hijos, entre los fallecidos a lo largo de su vida, entre ellos su primogénito Amenherjepeshef y su segundo vástago Ramsés.
La tumba continuó siendo excavada, revelando que es más grande aun de lo que se creía, con más corredores con habitaciones alineadas, alcanzando en 2006 las 130 salas y corredores, aunque parece posible que lleguen a 150. De hecho, solo la gran cámara de columnas central es más grande que cualquier cámara sepulcral en el Valle de los Reyes y la que posee más pilares: dieciséis.
Está decorada con escenas del ritual de la abertura de la boca e imágenes del faraón, sus hijos y varios dioses.
El plano de esta tumba es inusual: hay un cambio en el eje principal después de la cámara de columnas. Varios sectores se amontonan por debajo de otros, dos pasillos corren por debajo de la entrada, etc. 
Los hallazgos incluyen gran cantidad de objetos tanto de la propia tumba como arrastrados por las riadas desde otros puntos, de cerámica, ushebtis, fayenza, ostraca escritas en hierático, frascos de vidrio, una estatua de Osiris en relieve en la pared del fondo del pasillo (E) de detrás de la gran cámara, joyas y en la cámara 2 vasos canopes y los restos reducidos a esqueleto de seis momias, probablemente entre ellas las de Amenherjepeshef, Ramsés, Seti y Meriatum (los números 1,2, 9 y 16 en las listas de los hijos de Ramsés II con sus esposas principales).